# Novooleksandrivka, Novovoronțovka
Novooleksandrivka (în ucraineană Новоолександрівка) este o comună în raionul Novovoronțovka, regiunea Herson, Ucraina, formată numai din satul de reședință.

## Demografie
Componența lingvistică a comunei Novooleksandrivka
     Ucraineană (94,84%)
     Rusă (4,32%)
     Alte limbi (0,23%)
Conform recensământului din 2001, majoritatea populației comunei Novooleksandrivka era vorbitoare de ucraineană (94,84%), existând în minoritate și vorbitori de rusă (4,32%).